# Squatina tergocellata
Pour les articles homonymes, voir Ange de mer.
Espèce
Statut de conservation UICN

 LC  : Préoccupation mineure
Répartition géographique
Squatina tergocellata ou ange de mer bourgeois est un poisson d'eau de mer de la famille des Squatinidae qui se rencontre dans l'océan Indien, le long des côtes australienne à une profondeur comprise entre -128 et −400 m.

## Description
Squatina tergocellata mesure jusqu'à 100 cm. Il s'agit d'une espèce ovovivipare.